# Fosso Catenaccio
Il  Fosso Catenaccio è un torrente lungo circa 25 chilometri che scorre nel Lazio, in provincia di Viterbo, nel territorio dei comuni di Montefiascone, Viterbo e Tuscania.

## Descrizione
Il torrente nasce in zona collinare in località Morcinari nel territorio di Montefiascone, da dove scorre per confluire nel Torrente Traponzo, poco prima che, a sua volta, questo confluisca nel fiume Marta nei pressi della località Costarone.